# Colleton County
Colleton County ist ein County im US-Bundesstaat South Carolina der Vereinigten Staaten. Das U.S. Census Bureau hat bei der Volkszählung 2020 eine Einwohnerzahl von 38.604 ermittelt. Der Verwaltungssitz (County Seat) ist Walterboro.

## Geographie
Das County liegt im Süden von South Carolina, grenzt mit seiner Südwestspitze an den Atlantischen Ozean und hat eine Fläche von 2935 Quadratkilometern, wovon 199 Quadratkilometer Wasserfläche sind.
Das County liegt in der Atlantischen Küstenebene und wird dem South Carolina Lowcountry zugerechnet. Es wird im Westen vom Combahee und dem Salkehatchie River begrenzt, im Norden und Osten vom Edisto und dem South Fork Edisto. Im Süden fließen die drei Flüsse Combahee, Ashepoo und South Edisto (ACE Basin) in den Atlantischen Ozean, auch einige der Sea Islands gehören zum County. Nach Norden steigt das Gebiet leicht an. Das County ist überwiegend sumpfig und stark bewaldet.
Es grenzt im Uhrzeigersinn an folgende Countys: Orangeburg County, Dorchester County, Charleston County, Beaufort County, Hampton County, Allendale County (über Eck) und Bamberg County.

## Geschichte

### Gebietsgrenzen

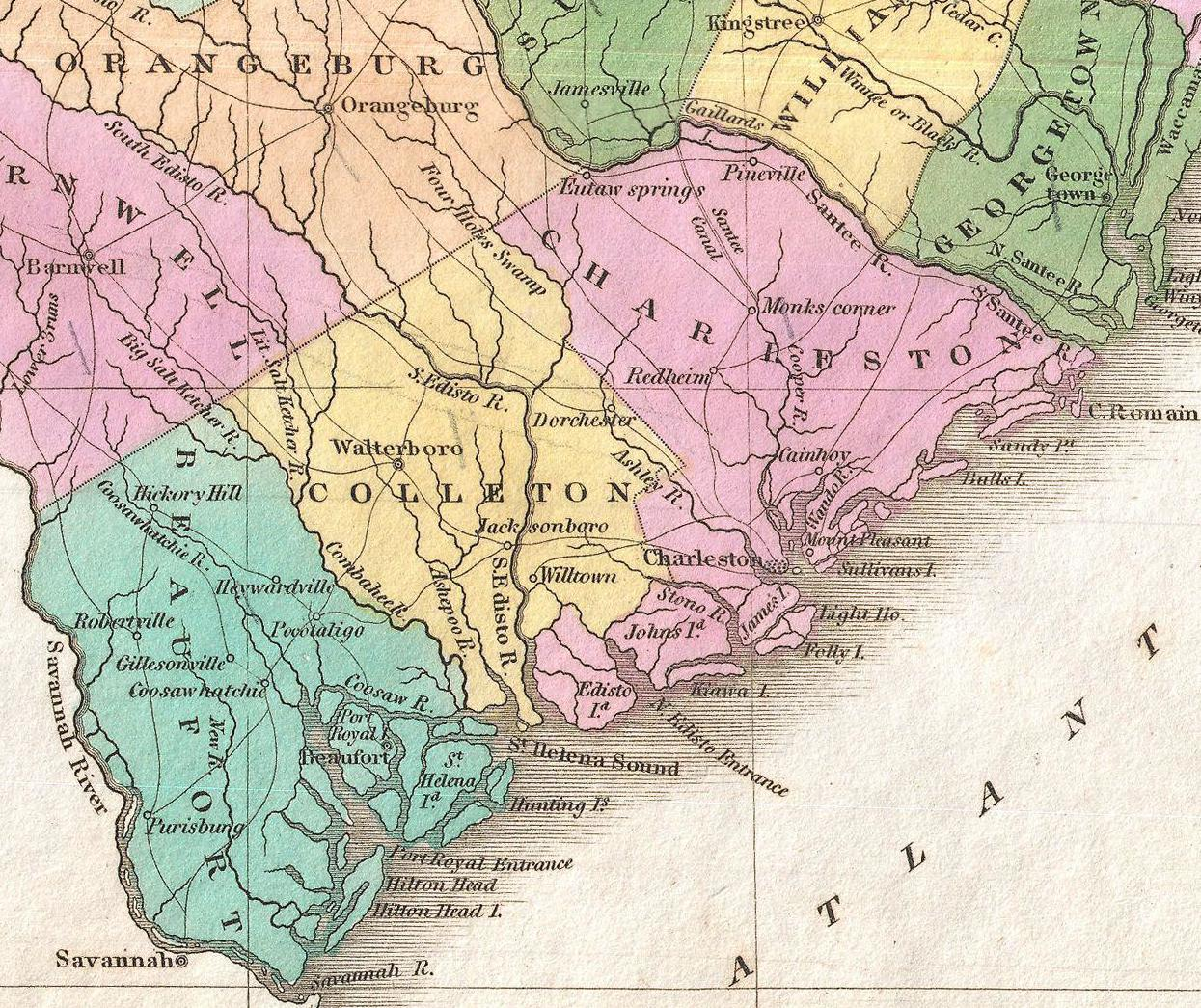
Distrikt Colleton auf einer Karte aus dem Jahr 1827.

Colleton County wurde 1682 gebildet als einer der ersten drei Bezirke der englischen Provinz Carolina gegründet, später aber in drei Kirchspiele (Parish) geteilt, die die meisten Verwaltungsaufgaben übernahmen. Das County war damals auch etwas größer als heute. Im Jahr 1769 wurde der Bezirk wieder aufgelöst, 1785 aber erneut geschaffen (County Seat war damals Jacksonboro) und am 1. Januar 1800 in einen Gerichtsbezirk umgewandelt. Am 16. April 1868 erhielt es wieder den Status eines eigenständigen Countys. Benannt wurde es nach John Colleton, einem Lord Proprietor der Provinz Carolina. 1897 wurde das Dorchester County aus dem Bezirk Colleton herausgelöst.

### Siedlungs- und Wirtschaftsgeschichte
1720 lebten im Bezirk Colleton etwa 1200 freie und 1800 versklavte Menschen. Sie siedelten vor allem an den schiffbaren Küsten und Flüssen zwischen den amerikanischen Ureinwohnern, denen das Land abgekauft oder abgenommen worden war. Es entwickelte sich eine ausgeprägte Plantagenwirtschaft, im frühen 18. Jahrhundert wurden Reis und Indigo die Hauptprodukte. Die weißen Plantagenbesitzer kamen zu großem Reichtum.
Nach dem Amerikanischen Unabhängigkeitskrieg löste Baumwolle Indigo als zweitwichtigstes Exportprodukt ab. 1860 waren über drei Viertel der Bevölkerung Schwarze, während die durchschnittlichen Einkommen der freien, meist weißen Bevölkerung zu den höchsten im Land gehörten.
Nach dem Sezessionskrieg und dem Ende der Sklaverei blieb die Landwirtschaft der wichtigste Wirtschaftszweig, auch die Holzwirtschaft wurde bedeutender. Während die ehemaligen Sklavenhalter ihren alten Reichtum nicht aufrechterhalten konnten, lebten die meisten Afroamerikaner weiterhin in großer Armut. Sie erhielten meist nur eine schlechte Schulbildung. In der Great Depression stieg die Arbeitslosigkeit massiv an, viele Menschen konnten nur mit staatlicher Unterstützung überleben und emigrierten.

### Bauwerke

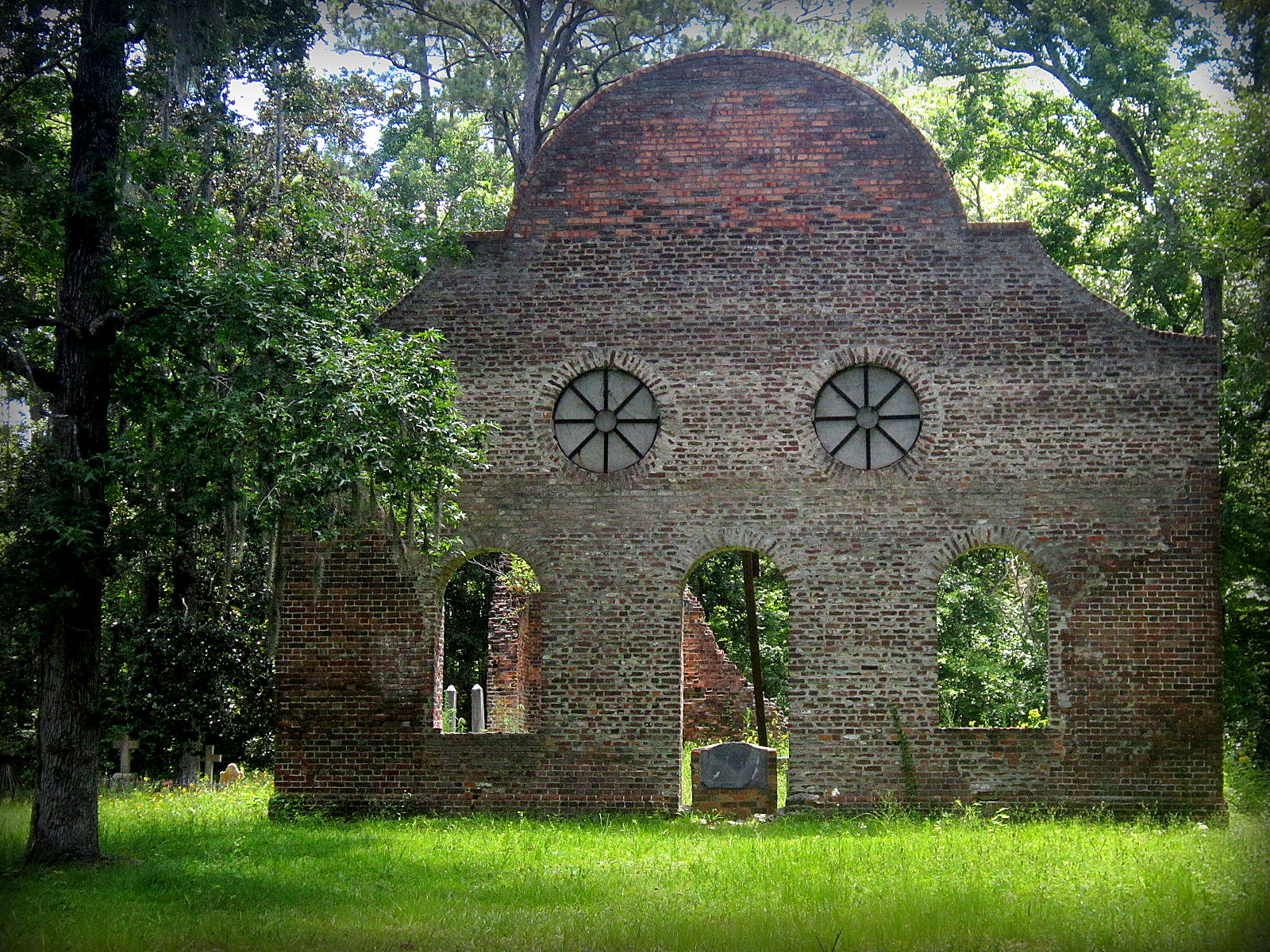
Die Pon Pon Chapel ist einer von zehn Einträgen des Countys im NRHP.

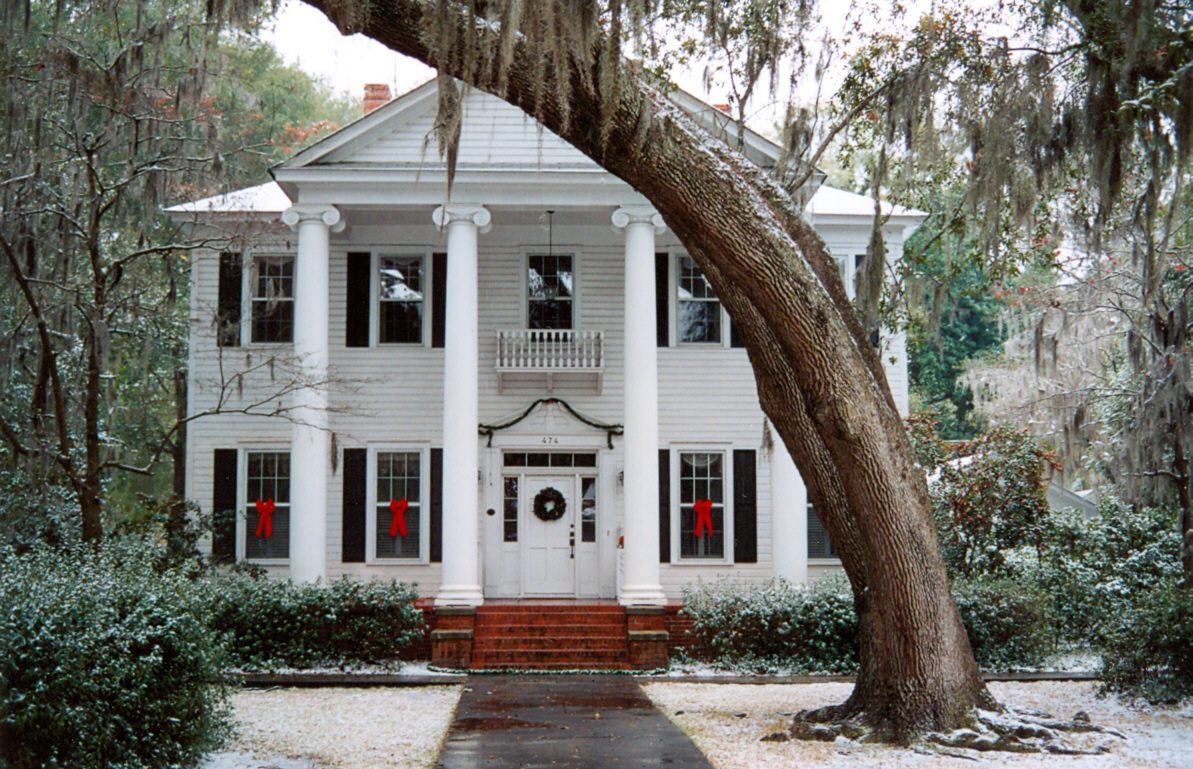
Das im NRHP eingetragene Fripp-Fishburne House in Walterboro

Zehn Bauwerke und Stätten des Countys sind im National Register of Historic Places (NRHP) eingetragen (Stand 27. Juli 2018).

## Orte im Colleton County
Im Colleton County liegen sechs Gemeinden, davon eine City und fünf Towns. Zu Statistikzwecken führt das U.S. Census Bureau zwei Census-designated places (CDP), die dem County unterstellt sind und keine Selbstverwaltung besitzen. Diese sind wie die Unincorporated Communities gemeindefreies Gebiet.
City
- Walterboro

Towns
- Cottageville
- Edisto Beach
- Lodge
- Smoaks
- Williams

weitere Orte
- Ashepoo⊙[7]
- Ashepoo Crossing⊙[8]
- Ashepoo Siding⊙[9]
- Ashton⊙[10]
- Beck Landing⊙[11]
- Bells Crossroads (ehemals Bells)⊙[12]
- Bennetts Point (früher Benny Point oder Mosquito Wharf)⊙[13]
- Blake⊙[14]
- Bluehouse Corners (früher Blue House)⊙[15]
- Burnt Church Crossroads⊙[16]
- Burr Hill⊙[17]
- Caldwell⊙[18]
- Canadys⊙[19]
- Catholic Hill⊙[20]
- Colleton⊙[21]
- Davis Hill⊙[22]
- Drawdy (früher Drawd)⊙[23]
- Drigger Crossroads⊙[24]
- Fenwick⊙[25]
- Gloverville⊙[26]
- Goodhope Landing⊙[27]
- Green Pond⊙[28]
- Hendersonville⊙[29]
- Hickory Hill⊙[30]
- Hiotts⊙[31]
- Holly Ridge⊙[32]
- Hudsons Mill⊙[33]
- Iron Crossroads (früher Irons oder Ions Crossroads)⊙[34]
- Islandton ⊙[35] (CDP)
- Jacksonboro ⊙[36] (CDP)
- Johnsville⊙[37]
- Jonesville⊙[38]
- Kelsey Cove Landing⊙[39]
- Long Creek Landing⊙[40]
- Lowndes Landing⊙[41]
- Mas Old Field Landing⊙[42]
- Moselle⊙[43]
- Neyles⊙[44]
- Padgett Landing⊙[45]
- Padgetts⊙[46]
- Parkers Ferry Landing⊙[47]
- Pine Hill Landing⊙[48]
- Prices Landing⊙[49]
- Pringle Bend (ehemals Mashawville)⊙[50]
- Red Oak Corner⊙[51]
- Rhodes Crossroads⊙[52]
- Ritter (ehemals Fish Pond)⊙[53]
- Round O⊙[54]
- Ruffin⊙[55]
- Salkehatchie⊙[56]
- Seabrook⊙[57]
- Sidney⊙[58]
- Smyly⊙[59]
- Sniders Crossroads⊙[60]
- Springtown⊙[61]
- Stokes⊙[62]
- Thayer⊙[63]
- Tobys Bluff⊙[64]
- Weeks⊙[65]
- White Hall⊙[66]
- Wiggins⊙[67]

## Wirtschaft und Infrastruktur
Heute ist im Colleton County vor allem die Holz- und Textilindustrie von Bedeutung. Auch die Landwirtschaft ist weiter wichtig, neben Schlachtvieh wird vor allem Mais und Soja produziert.
Die Interstate 95 durchquert das County in Nord-Süd-Richtung, östlich von Walterboro. Ebenso verlaufen die Highways 601, 21, 17 Alt und 17 durch das County. Der U.S. Highway 15 hat einen Endpunkt in Walterboro und verläuft von dort aus nach Norden. Der Lowcountry Regional Airport ist ein Regionalflughafen bei Walterboro, der im Besitz der Gemeinde und des Countys ist.

## Filme
Im County war unter anderem das Haus und damit ein Hauptfilmort des Filmes Forrest Gump.